# Paulo Costa (arbitre)
Pour les articles homonymes, voir Costa.
Paulo Costa, de son nom complet Paulo Manuel Gomes Costa, est un arbitre portugais de football né le 2 décembre 1964  à Porto au (Portugal).
Il est arbitre depuis 1985. Il est promu dans le championnat portugais comme arbitre portugais de 1re catégorie lors de la saison 1993-1994. Il est arbitre international en 1999.
Il fait partie de l'AF Porto.

## Statistiques
mis à jour à la fin de la saison 2008-2009
- 196 matches de 1re division portugaise.
- 151 matches de 2e division portugaise.